# Arc the Lad
Arc the Lad är ett taktiskt rollspel utvecklat av G-Craft till Playstation, och det första spelet i Arc the Lad-serien. Spelet utgavs 1995 i Japan, och släpptes i Nordamerika den 18 april 2002, som en del av Arc the Lad Collection. I Japan utgavs spelet av SCEI, medan det i Nordamerika utgavs av Working Designs. Med över en miljon sålda exemplar, blev spelet det mest sålda japanska Playstation-spelet 1995.

## Handling
Flickan Kukuru bor i en by som styrs av en stam som vaktar en uråldrig låga som innehåller en kraftfull ande som förseglades för flera år sedan. Kukuru måste gifta sig med en man hon inte älskar, och för att slippa gifta sig accepterar hon borgmästarens erbjudande att släcka flamman. Anden vaknar då upp, och hotar att förinta världen. Samtidigt anländer den unge äventyraren Arc till byn, och känner igen anden som den som dödade hans far. Tillsammans skall Arc and Kukuru ge sig ut och stoppa anden.

### Fotnoter
1. ↑  ”Arc the Lad” (på engelska). Mobygames. http://www.mobygames.com/game/arc-the-lad. Läst 14 maj 2014.